# Maloderbetovskij rajon
Il Maloderbetovskij rajon (in russo Малодербетовский район?, lingua calmucca: Баһ Дөрвдә район) è un municipal'nyj rajon della Repubblica autonoma di Calmucchia, nella Russia europea. Istituito nel 1970, occupa una superficie di circa 3.666 chilometri quadrati, ha come capoluogo Malye Derbety e ospita una popolazione di 10.406 abitanti.